# Dexter (New Mexico)
Dexter ist eine Stadt im Chaves County im US-Bundesstaat New Mexico in den Vereinigten Staaten mit 1235 Einwohnern (Stand: 2000).

## Geografie
Die Stadt liegt etwa 20 km südöstlich von Roswell im Süden des Countys, im mittleren Südosten von New Mexico und hat eine Gesamtfläche von 2,1 km², wovon 0,2 km² Wasserfläche ist.

## Demografische Daten
Nach der Volkszählung im Jahr 2000 lebten hier 1235 Menschen in 390 Haushalten und 333 Familien. Die Bevölkerungsdichte betrug 588 Einwohner pro km². Ethnisch betrachtet setzte sich die Bevölkerung zusammen aus 60,00 % weißer Bevölkerung, 0,24 % Afroamerikanern, 0,73 % amerikanischen Ureinwohnern, 35,47 % aus anderen ethnischen Gruppen.
Von den 390 Haushalten hatten 47,90 % Kinder und Jugendliche unter 18 Jahre, die bei ihnen lebten. 62,30 % waren verheiratete, zusammenlebende Paare, 17,70 % waren allein erziehende Mütter und 14,60 % waren keine Familien, 11,50 % bestanden aus Singlehaushalten und in 4,90 % lebten Menschen im Alter von 65 Jahren oder darüber. Die Durchschnittshaushaltsgröße betrug 3,17 und die durchschnittliche Familiengröße lag bei 3,39 Personen.
Auf den gesamten Ort bezogen setzte sich die Bevölkerung zusammen aus 35,30 % Einwohnern unter 18 Jahren, 9,90 % zwischen 18 und 24 Jahren, 27,40 % zwischen 25 und 44 Jahren, 17,10 % zwischen 45 und 64 Jahren und 10,30 % waren 65 Jahre alt oder darüber. Das Durchschnittsalter betrug 30 Jahre. Auf 100 weibliche Personen kamen 94,8 männliche Personen. Auf 100 Frauen im Alter von 18 Jahren oder darüber kamen statistisch 86,7 Männer.
Das jährliche Durchschnittseinkommen eines Haushalts betrug 30.707 USD, das Durchschnittseinkommen der Familien betrug 31.316 USD. Männer hatten ein Durchschnittseinkommen von 23.950 USD, Frauen 16.591 USD. Das Prokopfeinkommen betrug 10.239 USD. 14,80 % der Familien und 14,90 % der Bevölkerung lebten unterhalb der Armutsgrenze.